# Paulo Pelesasa
Pas d'image ? Cliquez ici

a Compétitions nationales et continentales officielles uniquement.

Dernière mise à jour le 19 août 2025.
Paulo Tauiliili-Pelesasa, né le 8 février 2005 à Blacktown (Australie), est un joueur australien de rugby à XV jouant aux postes de troisième ligne centre ou de deuxième ligne à la Section paloise.

## Biographie
Paulo Tauiliili-Pelesasa naît à Blacktown dans l'agglomération de Sydney en Australie le 8 février 2005. Il commence la pratique du rugby à XV dans la Trinity Grammar School (en),. Il est ensuite sélectionné pour rejoindre les équipes de jeunes des Waratahs à partir de 2017.  
En 2022, il rejoint ensuite les rangs de la Section paloise pour parfaire sa formation.
En janvier 2024, alors qu'il évolue jusque-là avec les espoirs palois, Paulo Tauiliili-Pelesasa dispute son premier match en professionnel lors de la saison 2023-2024 de la Section paloise, à l'âge de dix-huit ans, en Challenge Cup face aux Cheetahs à Amsterdam, aux Pays-Bas. Durant ce match, il entre en jeu à la place de Mehdi Tlili, à l'occasion de la victoire des Béarnais,. Paulo Tauiliili-Pelesasa connaît sa première titularisation la semaine suivante, le 20 janvier au Stade du Hameau face au Zebre Parma, lors d'un match décisif pour la qualification en phase finale de Challenge Cup. La Section s'impose sur la plus petite des marges, et s'assure ainsi de recevoir lors des huitièmes de finale.  
Paulo Tauiliili-Pelesasa attend la saison 2024-2025 pour réaliser sa première apparition en Top 14. En effet, il est titularisé au poste de troisième ligne centre lors du déplacement au stade Marcel-Deflandre contre le Stade rochelais,. Toutefois, il est contraint de sortir dès la douzième minute en raison d'une blessure, souffrant d'une entorse au coude, doublée d'une fracture du bras,. Il s'agit de son unique apparition sous le maillot palois lors de la saison. En effet, il ne revient de sa blessure qu'en février 2025, et n'est pas utilisé par la suite,. En juin 2025, il prolonge son contrat avec le club jusqu'en 2027.  

## Palmarès
Néant